# ماهاجبی
ماهاجبی (به لاتین: Mahajeby) یک منطقهٔ مسکونی در ماداگاسکار است که در بونگولاوا واقع شده‌است. ماهاجبی ۹٬۷۴۱ نفر جمعیت دارد و ۶۶۳ متر بالاتر از سطح دریا واقع شده‌است.